# San Donaci
San Donaci je italská obec v provincii Brindisi v oblasti Apulie.
V roce 2012 zde žilo 6 810 obyvatel.

## Sousední obce
Brindisi, Cellino San Marco, Guagnano (LE), Mesagne, San Pancrazio Salentino

## Vývoj počtu obyvatel
Zdroj: 